# 石井一馬
石井 一馬（いしい かづま、1986年2月21日 - ）は、日本の競技麻雀団体・最高位戦日本プロ麻雀協会に所属するプロ雀士。東京都出身。

## 来歴
3人兄弟の長男として生まれる。中学受験の末に巣鴨中学校に進み、剣道部の合宿中に携帯ゲーム機から麻雀を覚え、高校進学後にネット麻雀「東風荘」に傾倒。
大学入学と同時に、渋谷と歌舞伎町の麻雀店でスタッフを掛け持ちする生活となり、プロを目指す。その際、東風荘のオフ会で知り合った石橋伸洋の所属している団体という理由で最高位戦日本プロ麻雀協会のプロテストを受け合格、2006年に若干19歳にして第31期後期生としてプロデビュー。
2012年には第21期麻雀マスターズで優勝し、初タイトルを獲得。 2015年には第41期王位戦で優勝し、同年の第10期飯田正人杯最高位戦Classicでも優勝を果たす。
第36期から第40期までA1リーグ所属後、その後B1リーグに降級し、第46期にA2リーグ昇級、第49期（2024年）よりA1リーグ所属となる。同年の第18期飯田正人杯最高位戦Classicでは最終戦で親の四暗刻をツモり、通算2度目の優勝を収める。
2025年1月1日の最高位戦最終節で優勝を決め第49期最高位となる。同年の2月12日には第1期蒼翼戦で優勝し、2024年度の最高位戦Classic及び最高位戦及び蒼翼戦において三冠を達成した。
2025年6月30日に行われたMリーグ2025-26ドラフト会議で新規参入チームのEARTH JETSから1順目指名を受けた。

## 雀風・挿話
- 積極的に仕掛ける、スピード重視の雀風。好形リーチを求めると進行速度が落ちることに気づいてスピード重視を志向していったという[3]。
- 2022年1月に公開された麻雀遊戯王の動画で、Mリーガーに指名される前の仲林圭が、自分の他にMリーガーになれそうなプロとして石井の名前を挙げたことで、石井のX（旧Twitter）のフォロアー数が急増したという[3][12]。

## 獲得タイトル
- 第41期王位戦
- 第21期麻雀マスターズ
- 飯田正人杯 最高位戦Classic 2期（第10・18期）
- 第49期最高位
- 第1期蒼翼戦

## 著書
- 『麻雀偏差値70へのメソッド (近代麻雀戦術シリーズ)』竹書房、2015年2月12日。ISBN 978-4801901810。